# Ambrolauri (distrikt)
Ambrolauri (georgiska: ამბროლაურის მუნიციპალიტეტი, Ambrolauris munitsipaliteti) är ett distrikt i Georgien. Det ligger i regionen Ratja-Letjchumi och Nedre Svanetien, i den centrala delen av landet, 170 km nordväst om huvudstaden Tbilisi. Antalet invånare år 2014 var 9 139.